# Belen Thomas
Belen Thomas, vero nome Antonella Bianchi (Roma, 27 settembre 1959), è una cantante e compositrice italiana.

## Biografia
Nata a Roma, ha debuttato nella scena musicale a soli 17 anni interpretando un brano etno-dance di Massimiliano Orfei arrangiato da Giorgio Costantini dal titolo Night Lights in Japan, con il nome d'arte di Galvanica. Il successo è arrivato nel 1988 quando si è fatta conoscere al grande pubblico con Y mi banda toca el rock, reinterpretazione in spagnolo di La mia banda suona il rock di Ivano Fossati con ritmi latini, prodotta da Pino Toma. Da questo momento si farà chiamare quasi sempre Belen Thomas. 
Successivamente è uscito un altro singolo di successo: Aire, versione spagnola di Nell'aria di Marcella Bella, da lei eseguito al Festival di Sanremo come super ospite. L'anno seguente è stata la volta del 45 giri Panamà/Survivor con cui ha partecipato al Festivalbar arrivando poi al 8º posto della classifica italiana. Nello stesso anno è uscito anche il suo album d'esordio, Iberica.
Nel 1990 Belen Thomas ha registrato con Udo Jürgens la canzone Sempre Roma che è stata scelta come inno della nazionale di calcio tedesca ai mondiali di calcio 1990. Nell'estate dello stesso anno ha preso parte al Festivalbar con il singolo Don Diego De Noche. Nel 1991 ha inciso con Patrick Hernandez una nuova versione di Born to Be Alive, con la quale è stata in gara nuovamente al Festivalbar. Nel 1993 ha pubblicato l'album A, scritto ed interpretato in italiano. Nel disco sono inclusi il singolo Tocca la bocca e la cover di una canzone portata al successo da Aretha Franklin, Save me, che Belen ha anche eseguito al Festival di Sanremo come ospite. Nel 1996 ha inciso con lo pseudonimo Otero il brano Le bianche spose , prodotto dal Consorzio Suonatori Indipendenti e inserito nella compilation Matrilineare. Un altro brano importante, Lager Blueman, è stato invece inserito nella compilation Toys. Nel 1999 è uscita una raccolta dei suoi maggiori successi dal titolo Survivor.
Nel 2005 ha lavorato al musical Passeggeri come autrice, compositrice e interprete. Nel 2008 ha pubblicato l'album Nemmeno dopo il buio, contenente sette canzoni da lei composte che spaziano dal pop elettronico ad una versione pop del requiem in latino. Nel 2016, con la formazione Plustwo di cui è co-fondatrice insieme a Giorgio Costantini, ha cantato la cover del brano Melody. Nel 2020 il brano è diventato virale su TikTok ottenendo più di 130 milioni di ascolti; in brevissimo tempo ha superato 5 milioni di streaming su Spotify, entrando nelle "Top Viral Charts" di 13 nazioni con un primo posto in Uk e un terzo posto negli USA.

## Discografia
Album
- 1989 - Iberica
- 1991 - Belen Thomas
- 1993 - A
- 2008 - Nemmeno dopo il buio

Raccolte
- 1999 - Survivor

Singoli
- 1988 - Y Mi Banda Toca El Rock (ITA #24)
- 1988 - Aire (ITA #20)
- 1989 - Panamà / Survivor (ITA #16)
- 1990 - Sempre Roma (con Udo Jürgens)
- 1990 - Don Diego De Noche
- 1991 - Born to Be Alive (con Patrick Hernandez)
- 1992 - Bang Bang
- 1993 - Tocca la bocca
- 2016 - Melody (nella band Plustwo)